# Kielkropf
Kielkropf ist eine unklar bestimmte, sagenhafte Bezeichnung für ein Kind, mitunter auch von Tieren, das aufgrund von Verwachsung oder geistiger Zerrüttung als Missgeburt angesehen und dessen Abstammung auf den Teufel, Zwerge oder Nixen zurückgeführt wird, literarisch auch für ein erdgeisthaftes, zwergenartiges Wesen. Teils gleichmeinend mit Wechselbalg gebraucht.

## Germanischer Ursprung
Vor allem in der germanischen Mythologie wird von den Kielkröpfen (auch Umskiptungr) als Kinder der unterirdischen Dunkelelben (in der Snorra-Edda heißen diese Nachtalben) berichtet. Diese werden von den Unterirdischen in die Wiege eines Menschenkindes gelegt, das Menschenkind wird daraufhin geraubt und unter die Erde gebracht. Um das eigene Kind zurückzubekommen, muss die Mutter den Kielkropf zuerst zum Sprechen bringen und ihm dann Schläge androhen. Dadurch wird die echte Mutter des Elben zurückkehren und ihr Kind retten wollen. Zum Testen, ob es sich um ein solches Wechselkind handelt, sollte die „beraubte Mutter angesichts des verhaßten Balges Bier in Eierschalen kochen oder in einen ganz kleinen Topf einen aus vielen Stöcken hergestellten ellenlangen Rührlöffel stecken. Denn bei diesem Anblick läßt sich der alte häßliche Balg zu einem plötzlichen Aufschrei des Erstaunens hinreißen […] Nun hat die Mutter guten Grund, ihn unbarmherzig mit der Rute so lange zu schlagen, bis auf sein Geschrei die Zwergin das gestohlene Kind wieder bringt und mit ihrem Balge abzieht.“ Dabei spielt das Ei eine entscheidende Rolle, denn nach germanischem Glauben beginnt die Schöpfung damit, dass der Brunnen von Niflheim, der als rauschender Kessel bezeichnet wird, zwölf Ströme aussendet. Im Kessel beginnt es zu Brauen und zu Sieden und damit ist der Anfang des Werdens gemacht. Dieses Brauen fand vor dem Entstehen aller Wesen statt. Niflheim ist die untere Hälfte der Schale des Welteneies. Das Brauen in einer Eierschale führt daher zum erstaunten Ausspruch des bisher stummen Kindes. Auch das Überqueren eines Flusses kann zum Erkennen des wahren Wesens des Kindes führen.

## Entstehung des Mythos
In vielen mittelalterlichen und vormittelalterlichen Berichten und Sagen, die uns überliefert sind, wird der Kielkropf als ausgesprochen hässliches kleinkindliches Wesen mit übergroßem Kopf dargestellt, das in der für Menschenkinder üblichen Zeit weder Sprechen noch Laufen lernt. Ein Erklärungsansatz für die Entstehung der mythologischen Figur könnte die Erkrankung Hydrocephalus (umgangssprachlich „Wasserkopf“) sein, bei dem die Liquorräume des Gehirns sich pathologisch verändern und vergrößern, was zu einem unnatürlichen Wachstum des Schädels führen kann. Mit einigen Formen der Erkrankung gehen wesentliche Verzögerungen in der geistigen und motorischen Entwicklung einher.